# 1048 Феодосія
1048 Феодо́сія (1048 Feodosia) — астероїд головного поясу, відкритий 29 листопада 1924 року.
Названо на честь міста Феодосія.
Тіссеранів параметр щодо Юпітера — 3,276.